# Syndicat mixte de l'Isère et de l'Arc

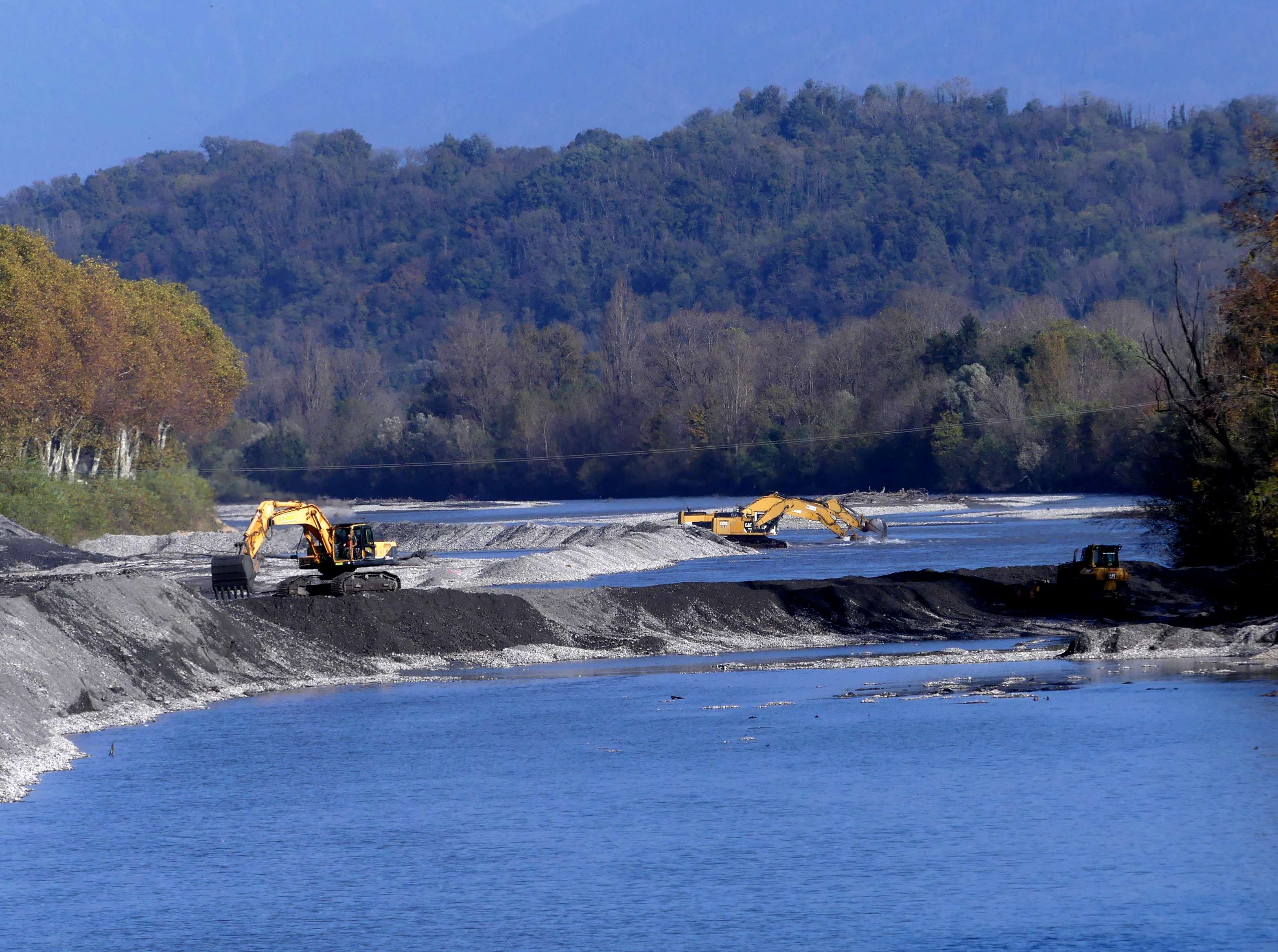
Travaux de sécurisation dans l'Isère près de Montmélian en 2024.

Le syndicat mixte de l'Isère et de l'Arc en Combe de Savoie (S.I.S.A.R.C) a pour objet d’assurer la restauration et l’entretien des digues de l’Isère et de l’Arc en dans le cadre de plans pluriannuels d’entretien courant des ouvrages, de conduire une réflexion générale sur la gestion et la prévention des risques d’inondation en Combe de Savoie et à ce titre, élaborer et mettre en œuvre un plan global d’action et notamment un schéma directeur des aménagements hydrauliques, en liaison étroite avec l’Etat, ce dernier étant chargé de l’élaboration et l’actualisation du PPRi et de coordonner sur l’ensemble du bassin versant, dans son périmètre d’intervention, les études concernant la gestion globale de l’eau et des milieux aquatiques.
Concrètement, le S.I.S.A.R.C assure la gestion des digues de l’Isère et de l’Arc, en, lien avec l’Etat propriétaire de ces ouvrages.
Il fédère les collectivités locales pour la mise en œuvre des actions de gestion des milieux aquatiques et de prévention des risques d’inondation et sur la Combe de Savoie.
Il regroupe notamment la communauté d'agglomération Arlysère et le département de la Savoie.
Depuis juillet 2020, le S.I.S.A.R.C est présidé par Monsieur François Rieu, maire de Grignon.